# Palazzo Donn'Anna
(Tratto dal film Fuoco su di me)
Il palazzo Donn'Anna, ubicato all'inizio di via Posillipo, è un palazzo monumentale del XVII secolo, nonché uno dei più celebri palazzi di Napoli.

## Storia

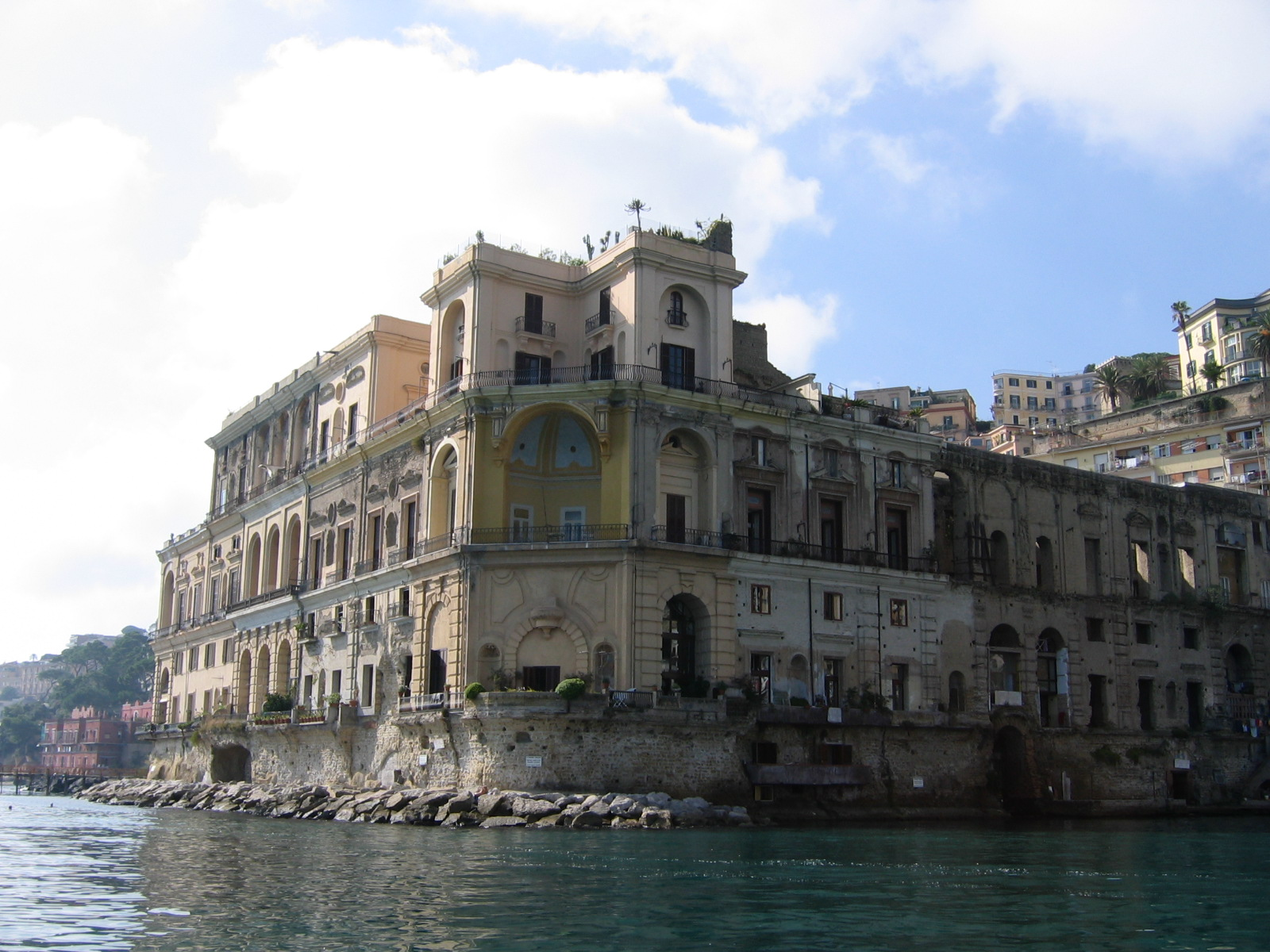
Il palazzo visto dal mare

Le origini del palazzo risalgono alla fine degli anni trenta del 1600, quando venne innalzato per la volontà di donna Anna Carafa, consorte del viceré Ramiro Núñez de Guzmán, duca di Medina de las Torres. Il progetto per la realizzazione fu commissionato al più importante architetto della città di quel periodo, Cosimo Fanzago, che nel 1642 approntò un disegno secondo i canoni del barocco napoletano che prevedesse tra le altre cose anche la realizzazione di un doppio punto d'ingresso, uno sul mare ed uno da una via carrozzabile che si estendeva lungo la costa di Posillipo (che conduce al cortile interno dell'edificio). Per la costruzione del palazzo, fu necessario demolire una preesistente abitazione cinquecentesca (villa Bonifacio). Il Fanzago, però, non riuscì a completare l'opera per via della prematura morte di donn'Anna, avvenuta in un contesto di insurrezione popolare a causa della temporanea caduta del viceregno spagnolo, con la conseguente fuga del marito della stessa verso Madrid (1648).

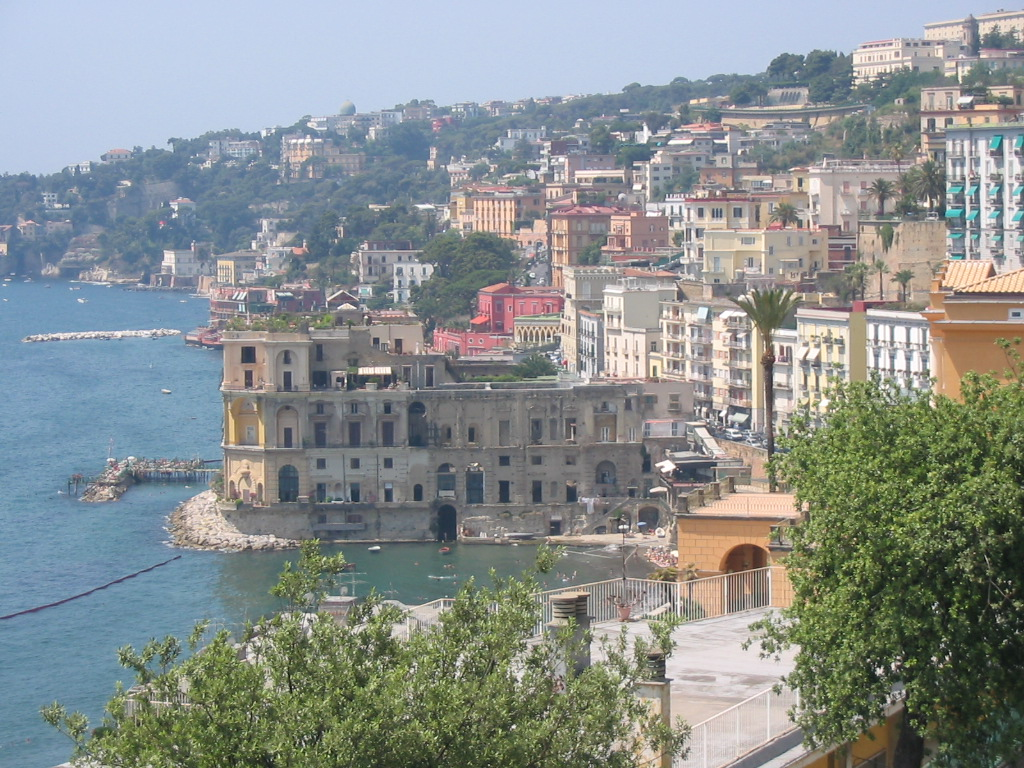
Il palazzo visto da via Orazio

L'edificio rimasto incompiuto assunse lo spettacolare fascino di una rovina antica confusa fra i resti delle ville romane che caratterizzano il litorale di Posillipo e fra gli anfratti delle grotte. Nell'interno, di notevole interesse è il teatro, aperto verso il mare e dal quale si gode un bel panorama della città partenopea, sede della Fondazione culturale Ezio De Felice.
Il palazzo subì alcuni danni durante la rivolta di Masaniello del 1647 e durante il terremoto del 1688. Nel corso del XIX secolo sono stati numerosi i passaggi di proprietà che hanno visto i legittimi proprietari provare di volta in volta a modificare la destinazione d'uso della struttura, facendola diventare prima una fabbrica di cristalli (1824) e poi un albergo (con l'acquisto da parte di Ulrich Geisser nel 1870 circa). Negli anni successivi si sono succeduti ancora altri proprietari, come la Banca d'Italia nel 1896 e l'industriale di origine francese Louis Genevois, che acquistò il palazzo nel 1898.
L'edificio non è oggi visitabile e non costituisce alcun polo museale, in quanto interamente utilizzato come abitazione privata (diviso in vari condomini). Il punto d'accesso a terzi più vicino al palazzo è rappresentato dall'adiacente spiaggia privata.

## Il palazzo nelle leggende

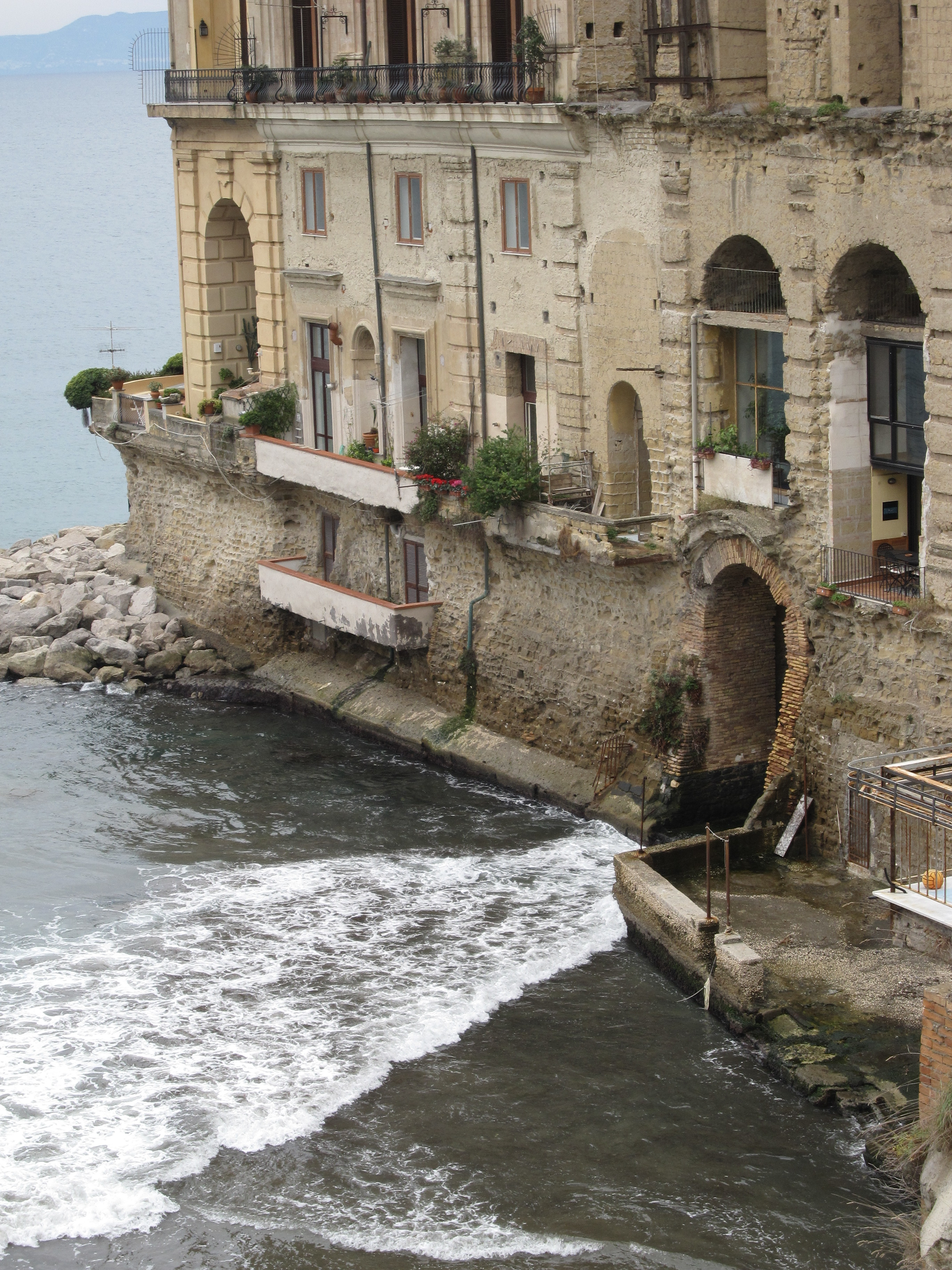
Particolare del palazzo

Il palazzo è il punto di ancoraggio di una delle più celebri leggende napoletane scritte da Matilde Serao. Nel libro Leggende napoletane la scrittrice così lo dipingeva: 

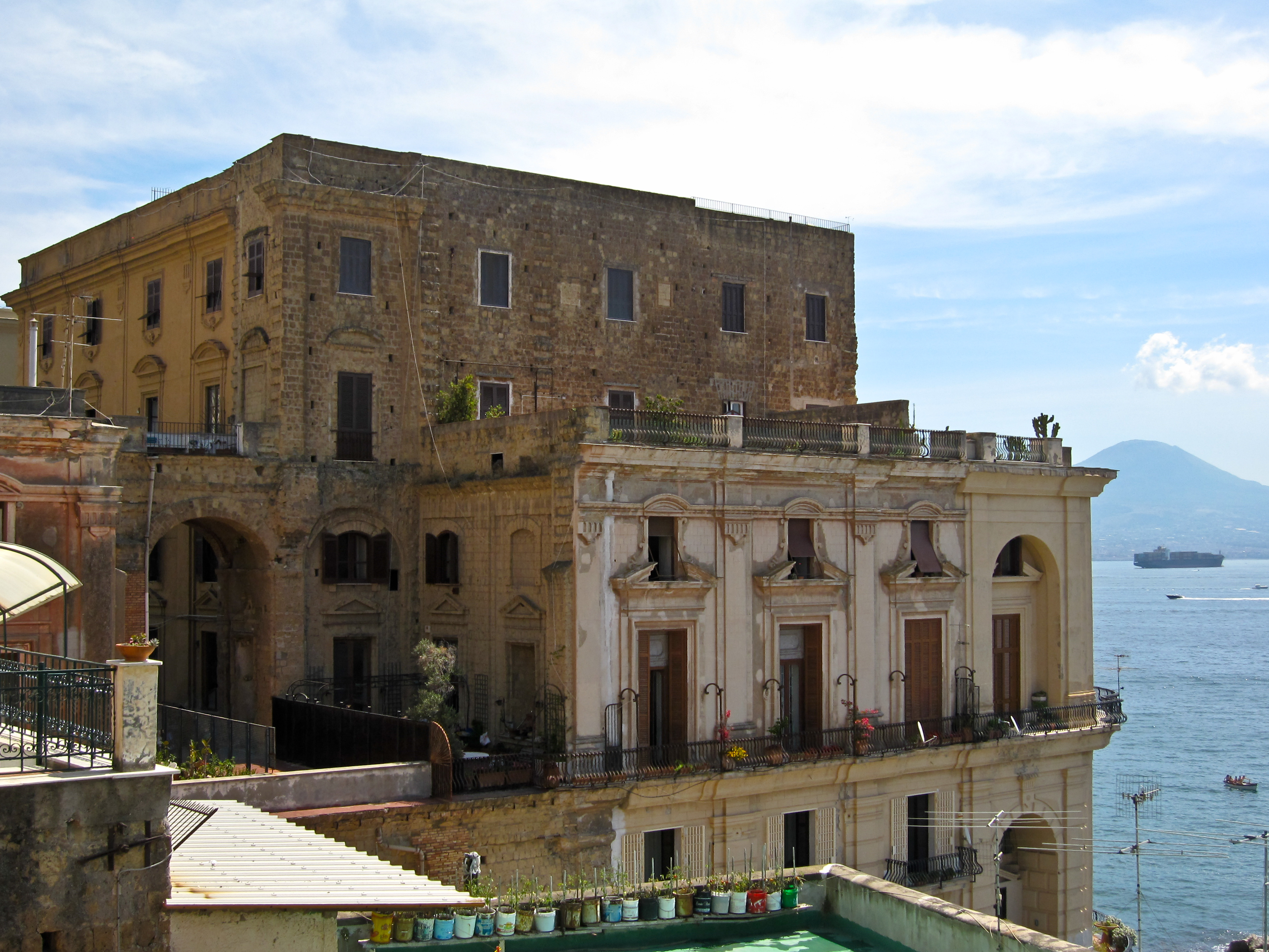
Il palazzo visto da Via Posillipo

Nelle credenze popolari Donn'Anna viene confusa con la famosa e discussa regina Giovanna d'Angiò che qui avrebbe incontrato i suoi giovani amanti, scelti fra prestanti pescatori e con i quali trascorreva appassionate notti di amore, per poi ammazzarli all'alba facendoli precipitare dal palazzo; la leggenda vuole che le anime di questi sventurati giovanotti tuttora si aggirino nei sotterranei dell'antica dimora, affacciandosi al mare ed emettendo lamenti. Altri invece raccontano che la regina facesse uscire il suo amante con una barca a remi dall'entrata che dà sul mare, quella che oggi è possibile vedere dalla spiaggia, tuttora usata dagli inquilini per accedere alle imbarcazioni.

Un'altra leggenda metropolitana, riportata dalla stessa Matilde Serao, narra di un fantasma della giovane e bellissima Mercede de las Torres che in una scena teatrale baciò il nobile Gaetano di Casapesenna, amante della viceregina Anna Carafa. La giovane, nipote della nobildonna Carafa, scomparve misteriosamente. Così conclude la Serao in merito alla leggenda di "Palazzo Donn'Anna": 
( M. Serao, Il palazzo dogn'Anna, in Leggende napoletane, Roma, Edoardo Perino, 1895.)

## Il palazzo nella letteratura
Per Raffaele La Capria, che ne fece uno dei luoghi del suo romanzo Ferito a morte, si tratta di una «maestosa mole cadente e quasi una rovina, ma bellissima, al cospetto del mare».
Il palazzo è stato anche definito «una sineddoche particolarmente efficace per la città di Napoli, simbolo indiscusso della vittoria inevitabile della Natura sulla Storia».
Il Palazzo è uno dei luoghi del libro "Uvaspina" di Monica Acito, edito Giunti / Bompiani, 2023.

## Altre immagini

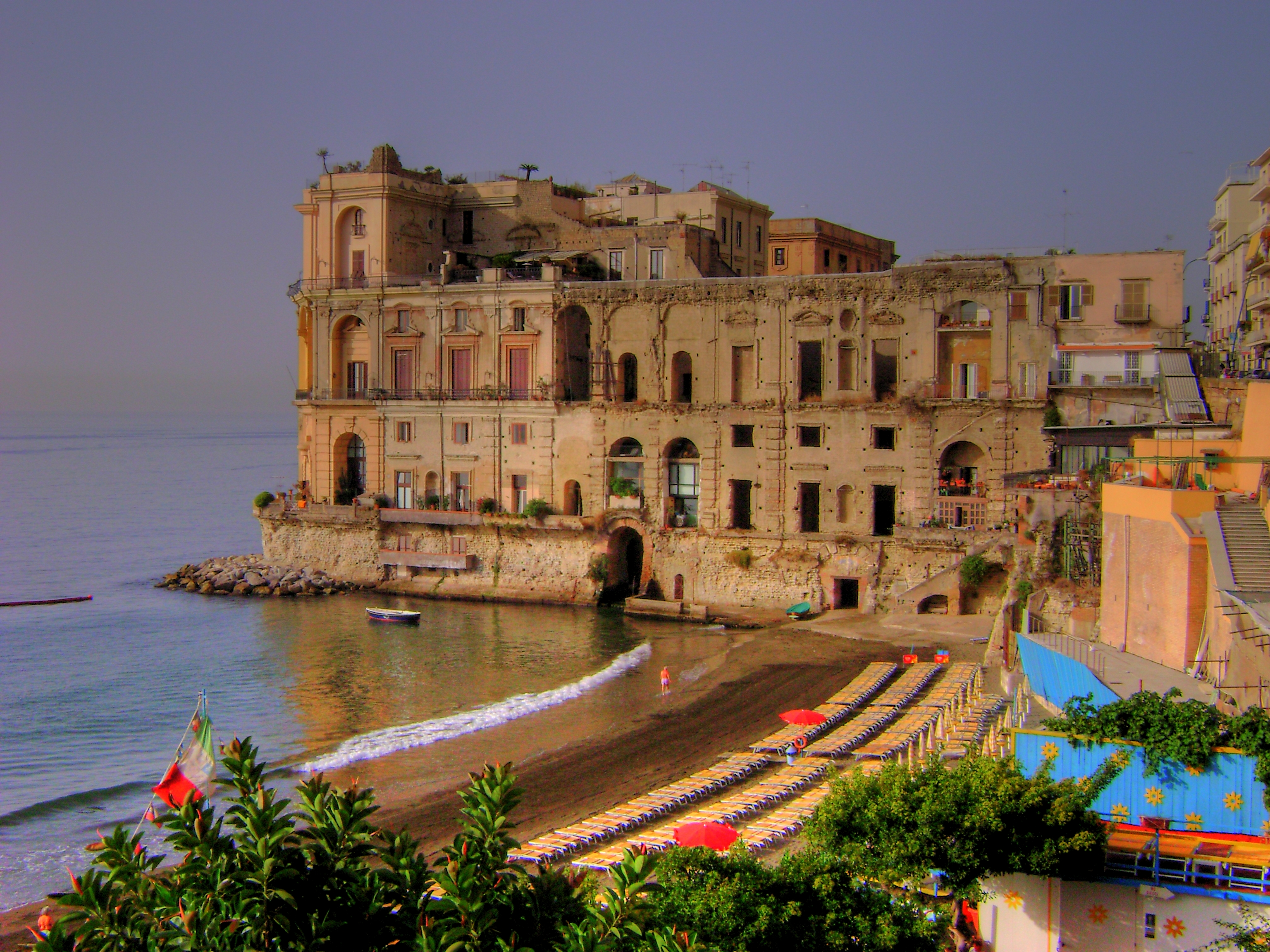
Visuale del palazzo
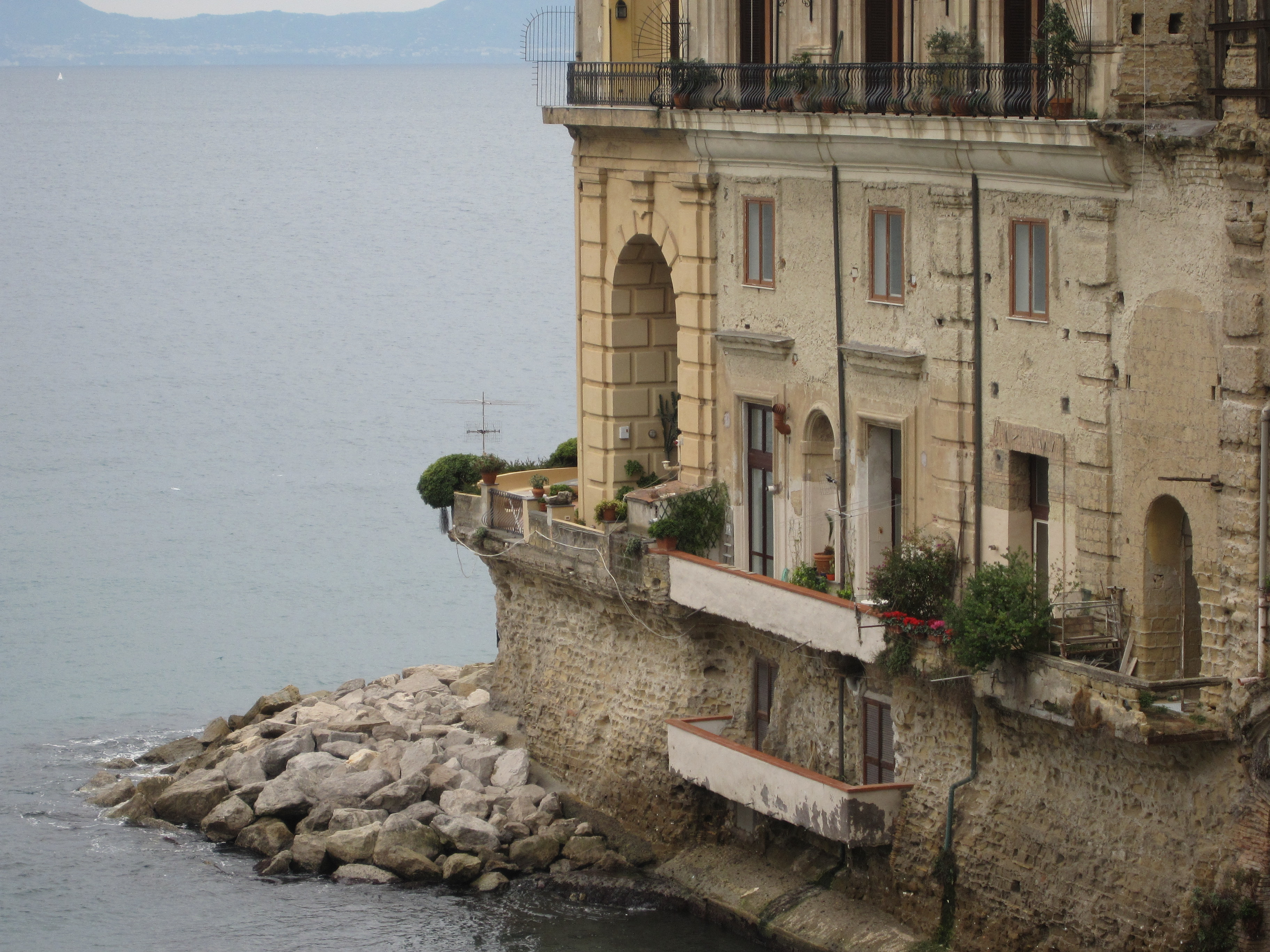
Particolare della facciata principale
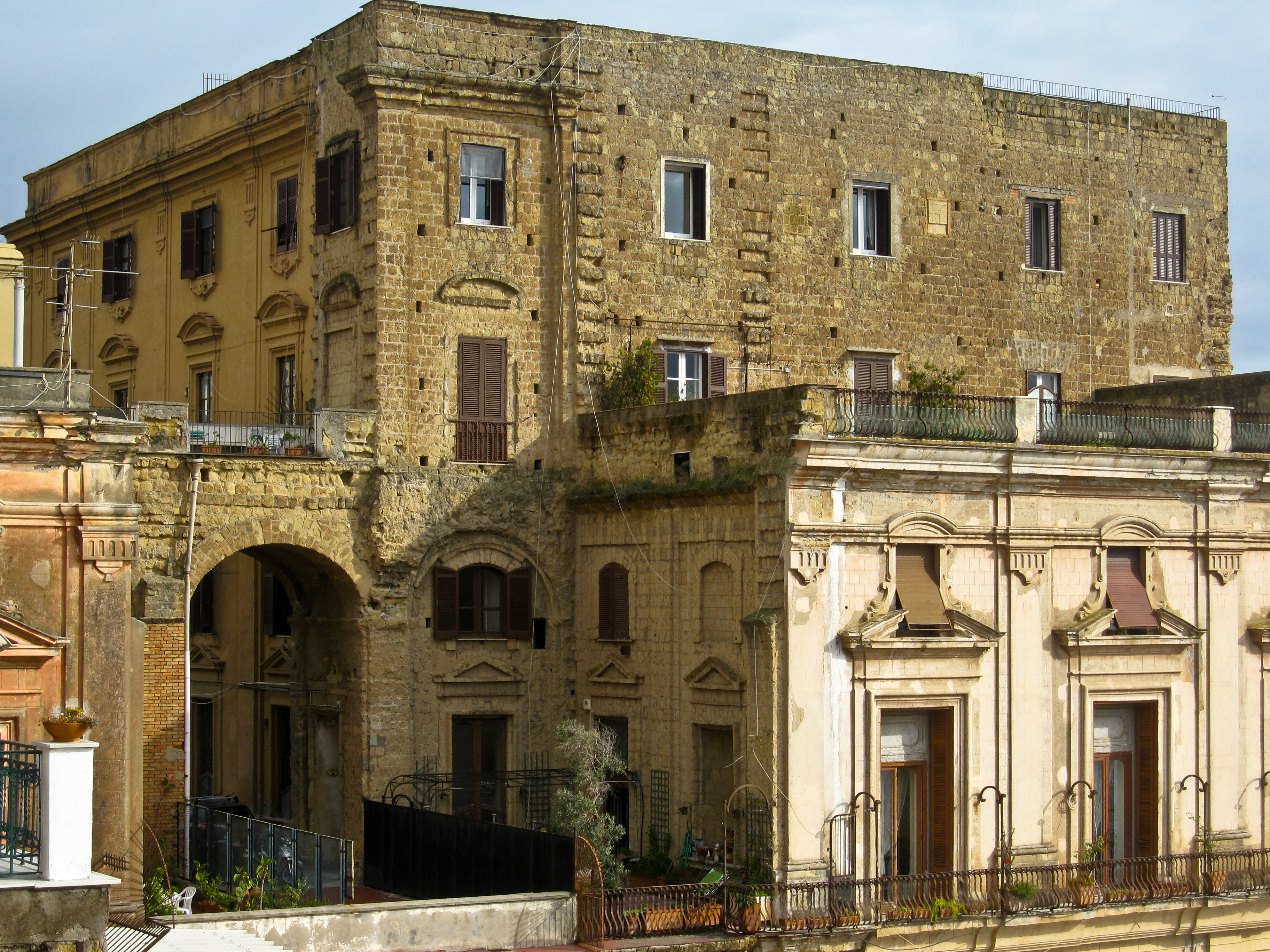
Particolare della parte posteriore del palazzo